# Ceiriog
Der Ceiriog (walisisch: Afon Ceiriog) ist ein kleiner Fluss im Nordosten von Wales. Er entspringt am Moel Fferna und fließt in überwiegend östlicher Richtung. Nordöstlich von Chirk mündet er in den Dee.